# اوتموس
اوتموس (ارمنی: Ոթմուս) روستایی بوده‌است که در شهرستان واناند در آیرارات ارمنستان بزرگ واقع شده بوده‌است. در منابع نخست اشاره به اوتموس در سده ۵ میلادی توسط غازار پاربه‌تسی صورت گرفته‌است.